# Rosalina Abejo
Rosalina Madroñal Abejo, née le 13 juillet 1922 à Tagoloan:2 et morte le 5 juin 1991 à Fremont, est une religieuse de la Vierge Marie, compositrice, pianiste et cheffe d'orchestre philippine. C'est la première compositrice et cheffe d'orchestre qui soit membre de la Congrégation des Religieuses de la Vierge Marie. Sa tante, Sœur Maria Rosario Madroñal, du même ordre, est sa première professeure de musique.

## Biographie
Elle étudie la composition à la Philippine Women's University et, en 1977, s'installe aux États-Unis, où elle étudie à la Eastman School of Music et à la Catholic University of America . C'est la première religieuse à diriger des orchestres symphoniques, avec la permission du pape Jean XXIII. Afin de collecter des fonds, elle voyage beaucoup. Elle enseigne la composition et la théorie musicale à l'Université du Kansas et au Séminaire St Pius dans le Kentucky.  En 1972, Abejo écrit l' Ouverture 1081, lorsque la loi martiale est déclarée par Ferdinand Marcos aux Philippines par la Proclamation numéro 1081:6, 8. Abejo reçoit plusieurs distinctions, dont le Republic Culture Heritage Award (1967), le Philippine's independance day award(1973) et est élue présidente de la Philippine Fondation of Performing Arts in America en 1980. Elle est enterrée au cimetière commémoratif d'Irvington, à Fremont, en Californie.

## Compositions
Rosalina Abejo a composé plus de 400 œuvres.

### Orchestre
- Beatriz Symphonie
- Symphonie Gregoria (1950)
- Pioneer Symphonie (1954)
- Thanatopsis Symphonie (1956)
- Concerto éloien pour piano (1956)
- Concerto pour piano de la Fondation d'or (1959-1960)
- Guérilla Symphonie (1971)
- La Trilogie de l'Homme Symphonie (1971)
- Dalawang Pusong Dakila Symphonie (1975)
- Symphonie de la Fraternité, 1986,
- Symphonie du Jubilé, 1984,
- Symphonie des Psaumes, 1988,
- Symphonie de la vie, 1988,
- Symphonie de courage et de printemps soudain, 1989.
- Ouverture 1081
- 3 quatuors à cordes